# Empriini
Empriini es una tribu de avispas sierra de la subfamilia Allantinae, familia Tenthredinidae.
Géneros
Esta tribu incluye los siguientes géneros:
- Ametastegia Costa 1882
- Aphilodyctium Ashmead 1898
- Empria Lepeletier & Serville 1828
- Monsoma MacGillivray 1908
- Monostegia Costa 1859
- Phrontosoma MacGillivray 1908